# When a Blind Man Cries
«When a Blind Man Cries» (с англ. — «Когда слепой плачет») — композиция британской группы Deep Purple, первоначально выпущенная на стороне Б сингла «Never Before», вышедшего 18 марта 1972 года. Вошла в состав некоторых альбомов-сборников Deep Purple, в том числе, The Mark II Purple Singles (1979). Начиная с 1997 года, песня включается в переиздания альбома Machine Head в качестве одного из бонус-треков.

## История
Записана в декабре 1971 года в ходе сессий альбома Machine Head в декабре 1971 года. Авторами песни значатся все пятеро участников классического состава Deep Purple, участвовавших в её записи. По словам Иэна Гиллана, это песня не о каком-то конкретном человеке: «например, если вы думаете о фразе „если слепой плачет“, то это довольно грустно; те, кому не повезло оказаться в таком положении, как правило, меньше жалуются, чем те, кто физически здоров».
Поскольку Ричи Блэкмор не любил песню «When a Blind Man Cries», группа не исполняла её на концертах, за исключением концерта, состоявшегося 6 апреля 1972 года в канадском Квебеке, когда заболевшего Блэкмора подменял Рэнди Калифорния из Spirit.
Иэн Гиллан исполнял песню в составе Ian Gillan Band и Gillan в 70-е — 80-е годы. Исполнял он эту песню сольно и после своего второго ухода из Deep Purple.
Когда Джо Сатриани заменил ушедшего во время тура «The Battle Rages On…» Блэкмора, группа начала регулярно исполнять песню. Впервые она была исполнена новым составом 5 декабря 1993 года.
После прихода в группу Стива Морса композиция была переработана и заметно удлинилась, достигая 7 минут (в основном за счёт продолжительного соло Морса) вместо 3 с половиной минут на записи 1971 года. С тех пор она стала почти обязательным номером в концертной программе группы и появлялась на большинстве концертных альбомов Deep Purple, записанных вместе со Стивом Морсом: Live at the Olympia '96 (1997), The Soundboard Series (2001), Live at the Rotterdam Ahoy (2002), Live at Montreux 1996 (2006), Live at Montreux 2006 (2007), Live at Montreux 2011 (2011).

## Кавер-версии
В 1991 году песня была записана Акселем Руди Пеллом для альбома Nasty Reputation.
В 1999 году Стюарт Смит вместе с Ричи Самборой и Джоном Бон Джови в качестве приглашённых музыкантов записал эту песню для альбома Stuart Smith’s Heaven and Earth.
В 2001 году польская хэви-метал группа Turbo записала песню для альбома Awatar.
В 2006 году песня появилась на альбоме Иэна Гиллана Gillan’s Inn. В её записи приняли участие Джон Лорд и слепой гитарист Джефф Хили.
В 2008 году песня вышла на концертном альбоме Иэна Гиллана «Live In Anaheim» (записан 14 сентября 2006)
Гэри Барден включил эту песню в свой альбом кавер-версий Rock 'N' Roll My Soul 2011 года.
Группа Metallica записала свою кавер-версию этой песни в кавер-альбом Re-Machined: A Tribute to Deep Purple’s Machine Head, вышедший в 2012 году. Когда Дрю Томпсон позвонил «Металлике» с просьбой записать кавер-версию на какую-либо песню с альбома Machine Head, те сразу поставили условие — играем только «When A Blind Man Cries». Потом Томпсон связался с Iron Maiden. Дикинсон тоже выразил желание исполнить эту композицию, и слегка расстроился, узнав, что на неё уже положила глаз Metallica. Также Metallica включила эту песню в трёхдисковое издание (Deluxe edition) альбома Hardwired… to Self-Destruct.

## Музыканты
- Иэн Гиллан — вокал
- Ричи Блэкмор — гитара
- Джон Лорд — клавишные
- Роджер Гловер — бас-гитара
- Иэн Пейс — ударные